# Ikki!!!!!i!!
「ikki!!!!!i!!」（いっき）は、超特急の6枚目のシングル。2014年3月26日にSDRから発売された。

## 概要
前作「Kiss Me Baby」以来約4か月ぶりの2014年第1弾シングル。
表題曲「ikki!!!!!i!!」は、百姓一揆と、春リリースのシングル曲である事から「春闘」をモチーフとした楽曲。ビジュアル面においても農民・歌舞伎役者・忍者が団結し、町を苦しめる悪代官に下克上を挑む、といった内容になっている。
それぞれカップリング曲の異なる『超!世直し盤』『超!!激励盤』『超!!!革命盤』と、「BULLET TRAIN ONE MAN SHOW ikkiにホールで福おこしだ!!!!!i!!TOUR」のライブチケットに付属する『超★盤』の計4形態で発売され、オリコンウィークリーチャート4位を獲得。初動売上も3.2万枚と前作からさらに上回り、連続TOP10入り・売上枚数共に記録更新となった。

## 収録曲
超!世直し盤
1. ikki!!!!!i!! [4:27]
作詞・作曲・編曲：MEG.ME
2. Rush Hour [3:21]
作詞・作曲・編曲：岡部波音

超!!激励盤
1. ikki!!!!!i!!
2. COMP!!COMP!!COMP!! [4:17]
作詞・作曲：板井直樹、B.H / 編曲：板井直樹

超!!!革命盤
1. ikki!!!!!i!!
2. refrain [4:30]
作詞・作曲・編曲：岡部波音

超★盤
1. ikki!!!!!i!!

## タイアップ
| 曲名         | タイアップ                                              |
| ------------ | ------------------------------------------------------- |
| ikki!!!!!i!! | テレビ朝日系『musicる TV』2014年3月度オープニングテーマ |